# 久須美祐明

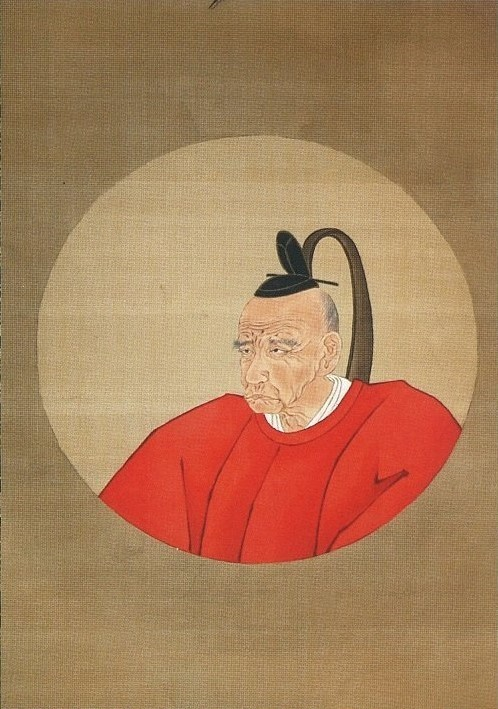
久須美祐明

久須美 祐明（くすみ すけあきら、明和8年（1771年） - 嘉永5年11月5日（1852年12月15日））は江戸時代後期の旗本である。久須美祐光の子。祐雋、祐義、豊田友直、祐利の父。杉浦梅潭の祖父。通称は権兵衛、六郎左衛門。官位は佐渡守。

## 経歴
文化12年（1815年）、寺社奉行吟味物調役に任命されたのを始めに、西丸納戸頭、本丸納戸頭を経て天保11年（1840年）に佐渡奉行に任命、川路聖謨の後任として佐渡島へ赴任、天保14年（1843年）、大坂西町奉行に異動、翌年に勘定奉行に昇進した。在任中は老中牧野忠雅と共に南町奉行鳥居耀蔵の取調べに尽力した。嘉永3年（1850年）、辞職して旗奉行に就任、2年後に死去。
佐渡奉行、大坂西町奉行在任中に『佐渡日記』、『浪華日記』等を書き記している。また、川路聖謨と交流があり、聖謨の寺社奉行吟味物調役の任命に関わっていたとされ、祐明の佐渡奉行任命も聖謨が水野忠邦に推挙したからとされている。
- 文化12年（1815年）、寺社奉行吟味物調役
- 天保4年（1833年）、西丸納戸頭
- 天保6年（1835年）、本丸納戸頭
- 天保11年（1840年）、佐渡奉行に任命、佐渡島へ渡る。
- 天保13年（1842年）、小普請奉行に任命。
- 天保14年（1843年）、大坂西町奉行に異動。
- 天保15年（1844年）、勘定奉行公事方に昇進。勝手方は松平近直。
- 嘉永3年（1850年）、旗奉行に任命。
- 嘉永5年（1852年）、死去。享年82。